# Vir illustris

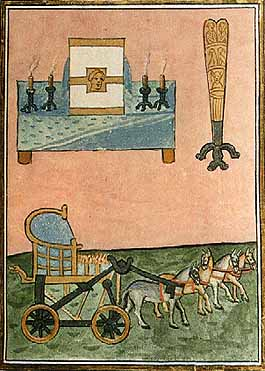
Insignia viri illustris praefecti praetorio per Illyricum, insignia del Notitia dignitatum.

Vir illustris (término latino para hombre ilustre, plural, viri illustres) era un título en la antigüedad tardía que indicaba formalmente los niveles más altos de los senadores de Roma y Constantinopla. Todos los senadores tenían el título de vir clarissimus ("hombre muy famoso"), pero desde mediados del siglo IV en adelante, se utilizaron vir illustris y vir spectabilis ("hombre admirable", un rango más bajo que el "ilustre") para distinguir a los titulares de altos cargos

## Historia

### Orígenes

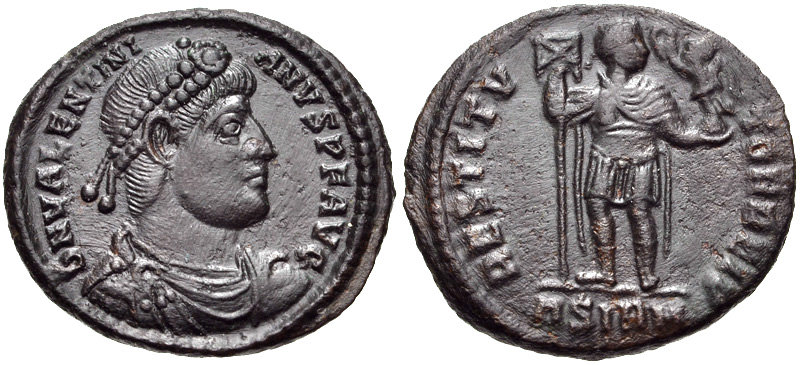
Follis de Valentiniano I (r. 364-375).

La costumbre de los senadores romanos de la antigüedad tardía de agregar el título de vir clarissimus a sus nombres se desarrolló gradualmente durante los siglos I-II. Durante el siglo IV, el orden senatorial aumentó considerablemente, de modo que el título se hizo más común, por lo que se idearon nuevos títulos para distinguir a los senadores de mayor dignidad: vir spectabilis y vir illustris. El primer caso conocido  de vir illustris ocurrió en el año 354 con su utilización por el praefectus praetorio ("prefecto del pretorio"). Durante algunas décadas se usó de manera inconsistente, pero luego se hizo de manera más regular, tal vez en relación con una codificación formal de honores por parte del emperador Valentiniano I en el año 372.
La dignidad de un vir illustris se denominaba illustratus. 

### Cargos
Los cargos que tenían derecho al título variaron con el tiempo. El Notitia Dignitatum de principios del siglo V, señaló los cargos siguientes:
- Praefectus praetorio (Prefecto del pretorio),
- Praefectus urbi (Prefecto urbano),
- Magister militum (Maestro de los soldados),
- Praepositus sacri cubiculi (Prepósito del cubículo sagrado),
- Magister officiorum (Maestro de los oficios),
- Quaestor sacri palatii (Cuestor del palacio sagrado),
- Comes sacrarum largitionum (Conde de la sagrada dávida),
- Comes rerum privatarum (Conde de la fortuna privada [Imperial]), y
- Comes domesticorum equitum sive peditum (Conde de la caballería o infantería de la casa).[6]

Además de estos, el título también se le daba a menudo a los cónsules, y menos frecuentemente a cargos inferiores. En estos casos, el título puede mostrar una ampliación de los criterios o puede ser simplemente una concesión honoraria a un individuo. Eran los illustres honorarii a los que el emperador les había otorgado este privilegio especial a través de los codicilli honorariae dignitatis. Las esposas de los illustres también eran illustres
De manera similar, los cargos mismos llevaban el apelativo de illustris (illustris praefectura, illustris administratio,  illustris sedes,...) Los ilustres gozaban de privilegios personales especiales, como la exención de cargas públicas (munera) o una posición privilegiada en juicios civiles y penales o como testigos.

### Desarrollos posteriores
Los illustres pronto fueron considerados como miembros activos del Senado. Sin embargo, a mediados del siglo V, ya no se esperaba que los spectabiles y clarissimi participaran en el Senado. En el reinado del emperador Justiniano I, todos los senadores eran considerados Illustres. Al mismo tiempo, el título de 'illustris' se había devaluado de manera similar por debajo del de clarissimus en el siglo IV, y los altos funcionarios fueron señalados con los títulos de vir gloriosus o gloriosissimus y vir magnificus.

## Formas escritas
En inscripciones y manuscritos antiguos, es más común la grafía inlustris. Como los ilustres eran un subconjunto de los muy famosos, el título a menudo se daba como vir clarissimus et illustris ('hombre muy famoso e ilustre'), particularmente en documentos oficiales. La forma más corta se abrevia como v. i. (plural, vv. ii.), v. inl. o vir inl. Y la forma más larga como v. c. et inl.
En tiempos merovingios y carolingios, la grafía vir inluster y viri inlustres eran comunes.